# Stazione di Burgos-Esporlatu
La stazione di Burgos-Esporlatu fu una stazione ferroviaria al servizio dei comuni di Burgos ed Esporlatu, lungo il tracciato della ferrovia Tirso-Chilivani.

## Storia
La stazione fu costruita a fine Ottocento in contemporanea alla linea ferroviaria che l'avrebbe servita, la Tirso-Chilivani, per conto della Società italiana per le Strade Ferrate Secondarie della Sardegna, concessionaria della nuova infrastruttura. L'apertura all'esercizio della scalo avvenne il 1º aprile 1893, data di attivazione del tronco Tirso-Ozieri che ultimava la ferrovia.
Passata dalla gestione SFSS a quella della Ferrovie Complementari della Sardegna nel 1921, la stazione venne impiegata sino al 31 dicembre 1969, giorno in cui la Tirso-Chilivani fu definitivamente chiusa al traffico ferroviario.

## Strutture e impianti
Posto a sud est degli abitati di Esporlatu e Burgos, lo scalo era configurato come stazione passante, benché fosse classificato dalle SFSS come fermata. Nel piazzale ferroviario erano presenti tre binari a scartamento da 950 mm: da quello di corsa si distaccava infatti un binario di incrocio a sud (entrambi venivano impiegati per l'espletamento del servizio viaggiatori), mentre verso nord aveva origine un tronchino afferente al piano caricatore per le merci.
Adiacente al piano di carico era posto il fabbricato viaggiatori della stazione, avente caratteristiche architettoniche di casa cantoniera doppia: la costruzione, ancora esistente, si sviluppa su due livelli sormontati da tetto a falde e presenta cinque luci (di cui tre accessi) al piano terra su quello che era il lato di accesso ai binari. Le ritirate dell'impianto erano ospitate in una costruzione a sé stante sempre in quest'area della stazione, in cui era operativa anche una casa cantoniera di cui permane la costruzione in loco.

## Movimento
La stazione fu servita dalle relazioni merci e viaggiatori espletate dalle SFSS e in seguito dalle FCS.

## Servizi
L'impianto era dotato di servizi igienici, ospitati in una costruzione ad hoc.
- Servizi igienici